# У Цінфен (плавчиня)
У Цінфен (28 січня 2003) — китайська плавчиня.
Призерка Азійських ігор 2018 року.